# Kižinga (fiume)
Il Kižinga (in russo Кижинга́?; in buriato: Хэжэнгэ) è un fiume della Russia siberiana orientale meridionale (Buriazia), affluente di sinistra del Chudan. Scorre nel rajon Kižinginskij della Repubblica autonoma della Buriazia.
Il fiume ha origine sul versante orientale dei monti Kižinginskij e scorre in direzione nord-orientale. Sfocia nel Chudan a 50 km dalla foce. La lunghezza del fiume è di 146 km, l'area del bacino è di 2170 km².